# Sandhof (Goldkronach)
Sandhof ist ein Gemeindeteil der Stadt Goldkronach im oberfränkischen Landkreis Bayreuth in Bayern. Sandhof liegt in der Gemarkung Dressendorf.

## Geografie
Die Einöde liegt auf freier Flur. Eine Gemeindeverbindungsstraße führt an Sand vorbei zur Staatsstraße 2163 (0,9 km südöstlich) bzw. nach Kottersreuth (0,9 km nördlich).

## Geschichte
Auf einer topographischen Karte von 1939 waren bereits zwei Gebäude an der Stelle des heutigen Sandhofs verzeichnet. 1978 wurde auf einer Karte ein weiteres Gebäude verzeichnet. 1992 wurde ein Gebäude vergrößert, 1998 ein weiteres Mal.
Am 1. April 2015 erhielt das Anwesen amtlicherseits den Namen Sandhof und ist seitdem ein Gemeindeteil von Goldkronach.